# TV Subaé
TV Subaé é uma emissora de televisão brasileira sediada em Feira de Santana, cidade do estado da Bahia. Opera no canal 10 (27 UHF digital) e é afiliada à TV Globo. A emissora pertence ao Grupo Modesto Cerqueira (Grupo MC) e à Rede Bahia, sendo a emissora da Rede Bahia de Televisão para Feira de Santana e região metropolitana.

## História
A emissora foi inaugurada em 1º de junho de 1988 pelo empresário Modesto Cerqueira e seu filho Modezil Cerqueira, sendo a primeira afiliada da Rede Globo no interior do estado. A estrutura para o início das operações foi feita pelo extinto Núcleo de Implantação de Afiliadas da Rede Globo. A TV Subaé também tinha como emissoras irmãs as rádios Subaé AM e Nordeste FM, que formavam, junto com a emissora de TV e o Jornal Feira Hoje, a Rede Baiana de Comunicação (ou RBC), de propriedade do Grupo MC. A inauguração contou com a presença de diversas autoridades, dentre as quais o então prefeito José Falcão da Silva e o então governador João Durval Carneiro.
Através do Núcleo, vieram alguns profissionais de Minas Gerais e São Paulo, implantar a TV Subaé, entre eles, Sílvio Palma que foi o primeiro diretor de jornalismo; Marcos Pizano, editor de texto (veio da TV Leste, então afiliada a Rede Globo em Governador Valadares); João Aldemir Venceslau, editor de texto (também veio da TV Leste, também fez parte da equipe de implantação da TV Santa Cruz de Itabuna); Ciro Porto, repórter (veio da EPTV); Aline Hungria, repórter (veio da TV Globo São Paulo); Ferreira, gerente de operações (também veio da TV Globo São Paulo), entre outros profissionais nas áreas de operações, operações comerciais, programação e engenharia.

Logotipo utilizado pela emissora entre 1998 e 2025.

Em 1994, falece Modesto Cerqueira, fundador e proprietário da TV Subaé. A emissora e as demais empresas do Grupo MC passam a ser controladas pelos filhos Modezil e Florisberto Cerqueira. Em abril de 1998, o Grupo MC vendeu 50% das ações da TV Subaé para o Grupo TV Bahia. Com isso, a emissora passou a integrar oficialmente a Rede Bahia de Televisão.

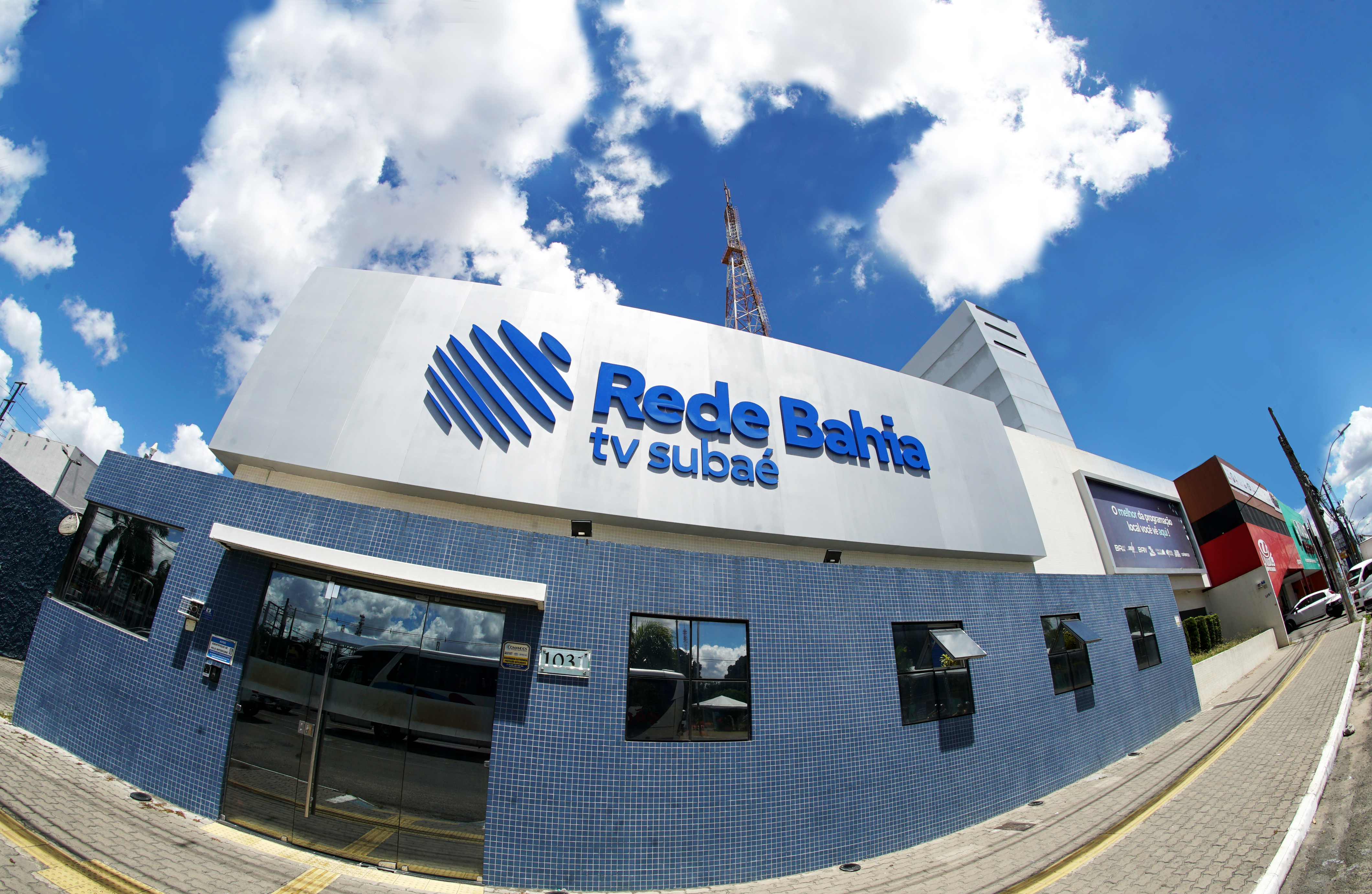
Sede da emissora na avenida Presidente Dutra, em Feira de Santana

Em 7 de fevereiro de 2020, a programação da TV Subaé foi incluída na operadora de TV por assinatura Sky, no canal 12. O lançamento oficial ocorreu em 12 de fevereiro, por meio de um evento no Hotel Ibis de Feira de Santana.
Em 22 de abril de 2021, a veterana jornalista Lete Simões, que estava trabalhando na TV Subaé há 22 anos, é demitida da emissora. Por problemas de saúde gerados pelo estresse, ela estava trabalhando em home office desde o início da Pandemia de COVID-19, tendo retornado para apresentar o BATV por algumas vezes em 2021.
Em 31 de maio de 2024, o chefe de redação Marcílio Costa, segundo funcionário a ser contratado pela TV Subaé em sua fundação, deixou a estação após 36 anos na função. O jornalista Jackson Júnior, até então editor-chefe do Bahia Meio Dia da TV Bahia, assumiu o cargo. Marcílio seguirá como consultor da emissora por três meses após a saída.
Em 17 de dezembro de 2024, a TV Subaé passou a contar com uma versão própria do site G1, o G1 Feira de Santana e Região. O portal se dedica às notícias das 54 cidades de cobertura da estação, além de transmitir ao vivo o telejornal Bahia Meio Dia.

## Sinal digital
| PSIP | Canal  | Proporção de tela | Programação                               |
| ---- | ------ | ----------------- | ----------------------------------------- |
| 10.1 | 27 UHF | 1080i             | Programação principal da TV Subaé / Globo |

Em 18 de março de 2013, consignou-se o canal físico 27 UHF, para as operações da TV Subaé em sinal digital em Feira de Santana.  No dia 13 de junho o sinal digital da emissora entrou no ar em caráter experimental, oficializando o mesmo no dia 18 de julho de 2013 com um grande evento. Foram implantados um novo gerador, uma nova ilha de edição, e novos equipamentos para a transmissão do sinal digital da emissora.
Em 4 de junho de 2014, a emissora ativou seu sinal digital para a cidade de Alagoinhas, e em 3 de maio, para Serrinha. Em maio de 2018, a emissora ativou uma retransmissora no município de Conceição do Almeida pelo canal 45 UHF digital. Em 15 de junho de 2019, o sinal da retransmissora passou a chegar até Santo Antônio de Jesus.
Em 12 de julho de 2021, a TV Subaé ativou oficialmente os subcanais 10.2 e 10.3, nomeados como Caminhos da Educação, para exibição de aulas da rede municipal de educação da Prefeitura Municipal de Feira de Santana.
Transição para o sinal digital
Com base no decreto federal de transição das emissoras de TV brasileiras do sinal analógico para o digital, a TV Subaé, bem como as estações repetidoras de Feira de Santana, cessou suas transmissões pelo canal 10 VHF em 5 de dezembro de 2018, seguindo o cronograma oficial da ANATEL.

## Programas
Além de transmitir a programação nacional da TV Globo e estadual da Rede Bahia, a TV Subaé produz e exibe os seguintes programas locais:
- Bahia Meio Dia: Telejornal, com Adilson Muritiba;
- BATV: Telejornal, com Bruna Evangelho;

Outros programas compuseram a grade da emissora, e foram descontinuados:
- A Palavra é Sua[22]
- Bahia Agora 2ª Edição[23]
- BATV 1ª Edição[22]
- Canal Aberto[24]
- Jornal da Manhã
- Painel
- Rede Bahia Revista
- Subaé Agora

## Equipe

### Membros

#### Apresentadores
- Adilson Muritiba[25]
- Bruna Evangelho[26]

#### Repórteres
- Luis Brandão
- Filipe Correia[27]
- Madalena Braga[28]
- Milena Brandão
- Vanessa Camilo

#### Membros antigos
- Adsson Santana
- Alice Ribeiro (hoje na Band Brasília)[29]
- Aline Hungria †[22]
- Alene Lins[30]
- Ciro Porto (hoje na EPTV Campinas)[6]
- Diego Macêdo[31]
- Dilton Coutinho[32]
- Edson Felloni Borges[33]
- Eduardo Lins (hoje na TV Sudoeste)[34]
- Eduardo Oliveira (hoje na TV Bahia)[35]
- Fabrício Almeida[36]
- Felipe Pereira[37]
- Fernando Moreira (hoje na Princesa FM e Rádio Sociedade News)[38]
- Heitor Figueiredo[28]
- Isaías Malhado[39]
- Kris de Lima (hoje na Band Bahia)[40]
- Lara Cavalcanti (hoje na Petrolina FM)[41]
- Lucidalva Oliveira[42]
- Lete Simões (hoje na Nordeste FM)[43]
- Marta Ortega[40]
- Müller Nunes (hoje na TV Bahia)[44]
- Milmara Nogueira[45]
- Patrícia Laís[46]
- Poliana Rodrigues (hoje na EPTV Central)[47]
- Renata Maia (hoje na TV Feira)[48]
- Tanúrio Brito[49]
- Thaic Carvalho[50]
- Vladmir Ramos[51]

## Retransmissoras
| Cidade             | Analógico | Digital | Cidade      | Analógico | Digital | Cidade          | Analógico | Digital | Cidade               | Analógico | Digital |
| ------------------ | --------- | ------- | ----------- | --------- | ------- | --------------- | --------- | ------- | -------------------- | --------- | ------- |
| Água Fria          | 11        | -       | Amargosa    | -         | 32      | Alagoinhas      | -         | 27      | Araci                | -         | 29      |
| Barrocas           | 04        | 23      | Biritinga   | 12        | -       | Castro Alves    | -         | 29      | Conceição do Almeida | -         | 45      |
| Conceição do Coité | -         | 33      | Cravolândia | -         | 18      | Iaçu            | -         | 30      | Ichu                 | 04        | 28      |
| Inhambupe          | -         | 27      | Ipirá       | -         | 28      | Itaberaba       | -         | 27      | Jiquiriçá            | -         | 34      |
| Laje               | -         | 29      | Mutuípe     | -         | 27      | Rafael Jambeiro | 11        | 28*     | Retirolândia         | 03        | 28      |
| Santa Bárbara      | -         | 31      | Santa Inês  | 07        | 30*     | Santa Teresinha | -         | 47      | São Miguel das Matas | -         | 31      |
| Serrinha           | -         | 30      | Teofilândia | -         | 45*     | Valente         | -         | 30      |                      |           |         |

* - Em implantação